# Kapten Sabeltand

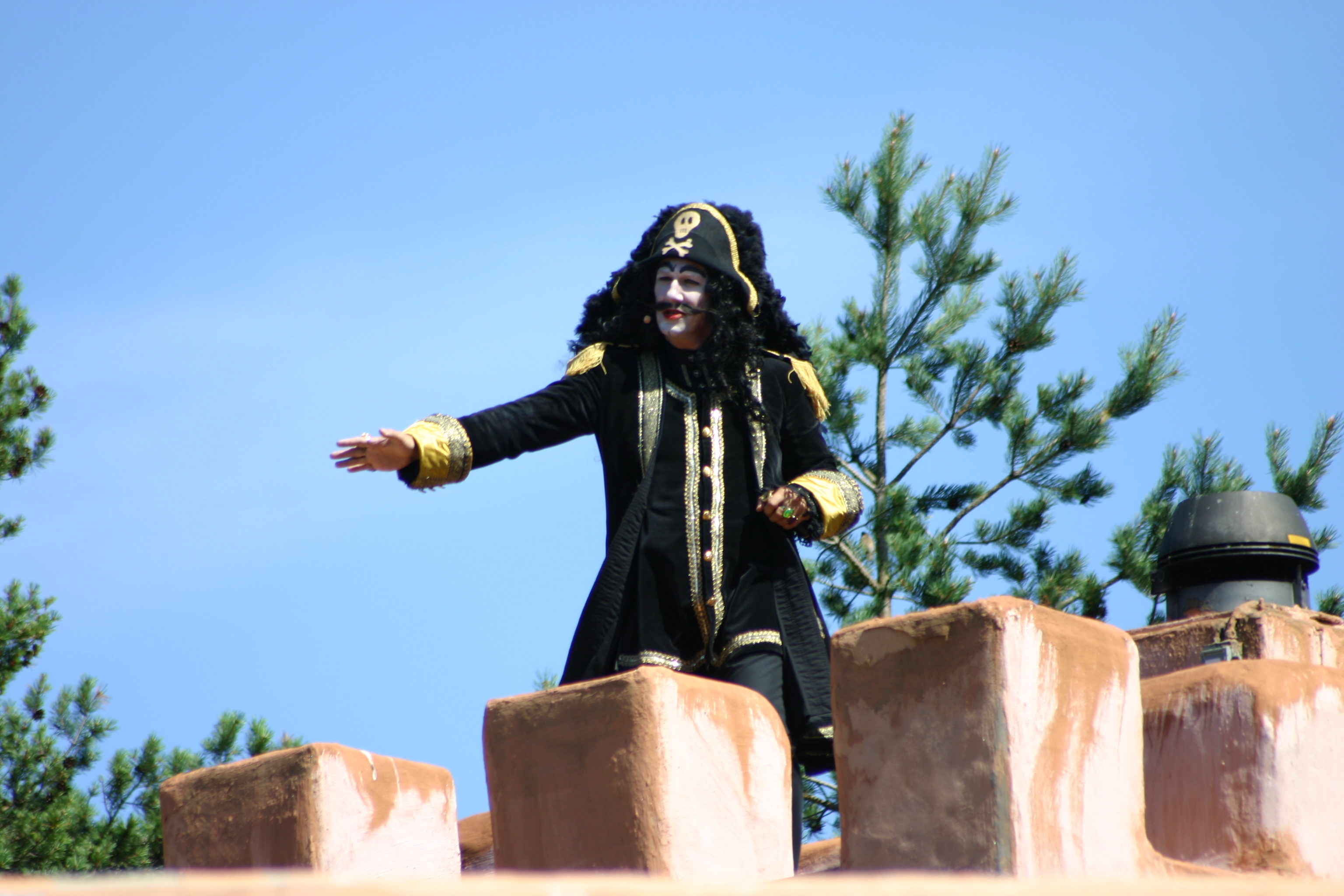
Geir-Atle Johnsen utklädd till Kapten Sabeltand.

Kapten Sabeltand (norska: Kaptein Sabeltann) är en fiktiv sjörövare skapad av den norske musikern och författaren Terje Formoe. Kring Kapten Sabeltand finns en hel rad med filmer, CD-skivor, böcker, PC-spel och annat material. På Kristiansands Djurpark framförs sedan 1990 årligen en musikalisk teaterföreställning för familj med Kapten Sabeltand i huvudrollen. Föreställningen spelas på natten. På djurparken finns också en "Kapten Sabeltand-värld". I Norge är Kapten Sabeltand omåttligt populär bland små barn.
En del av materialet finns översatt till svenska och andra språk.

## Karaktärer
Kapten Sabeltand är sjökapten för ett sjörövarband och kallar sig själv "kungen på havet". Han jagar ofta guld som han kan känna doften av. Hans närmaste man är Långeman, följt av enäggstvillingarna Pelle och Pysa, liksom Benjamin som är bra på ordvitsar. Dessa seglar i skeppet "Den svarta damen". Ombord skeppet finns en skeppspojke vid namn Pinky som ofta följer med på Sabeltands äventyr. Pinky har en vän i flickan Sunniva som bor hos sin tant Bessa och farbror Ruben i den lilla byn Kjuttaviken där de driver ett värdshus.
Kapten Sabeltand har många fiender men räds bara en person öppet, Grusomme Gabriel (”Gruvlige Gabriel”), ändrat till Röde Rupert i den svenska dubben av den tecknade filmen från 2003, en ökänd sjörövare från föregående sekel som hemsöker sin skatt som Sabeltand vill åt.
Det finns också några personer med trollkunskaper, Mirjam av Gral och Greven av Gral, som bor på ön Gral. Greven av Gral har några medhjälpare: Grisk, Grufull och Slu.

## Föreställningar

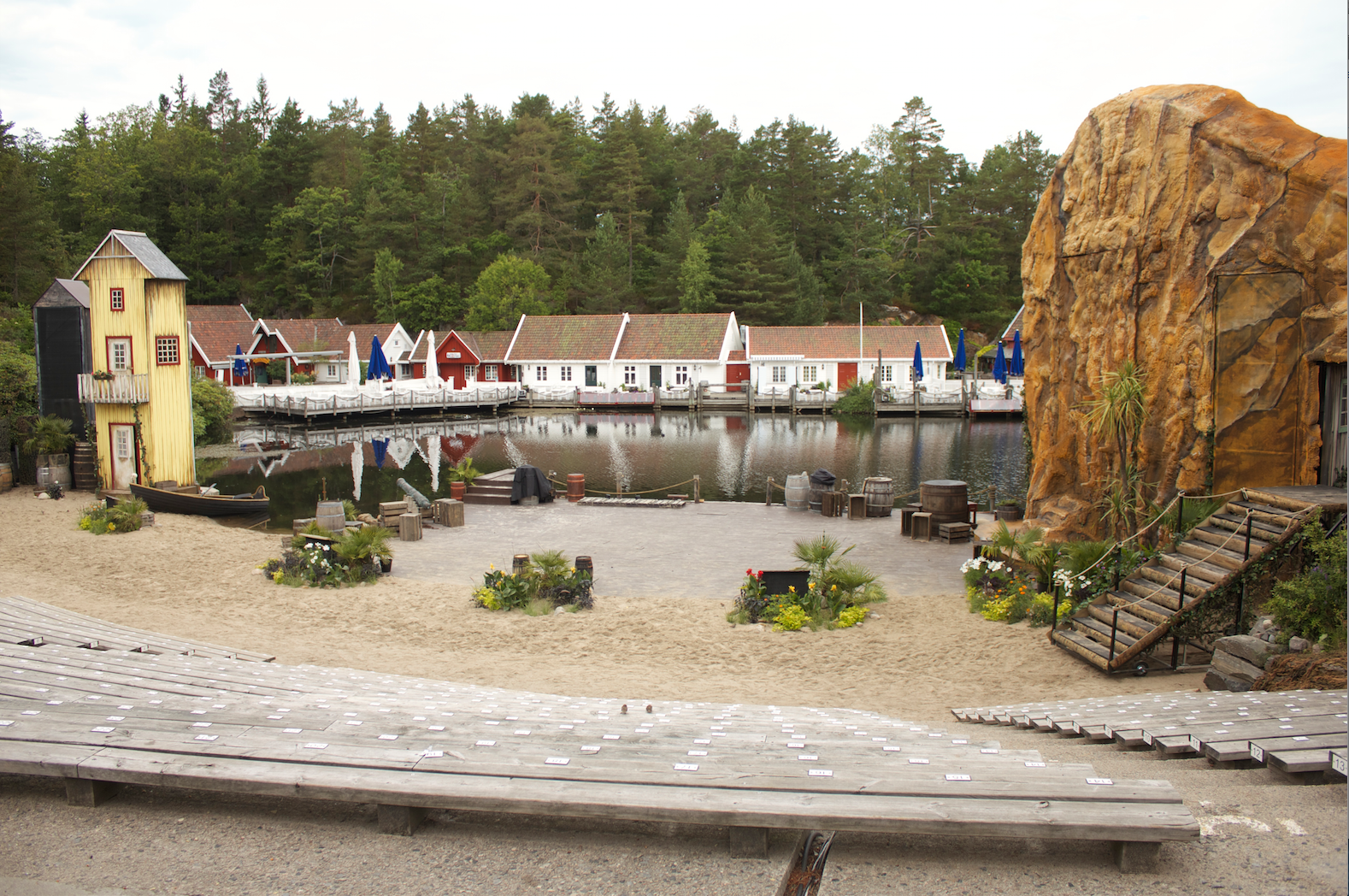
Kjuttaviga Amfiscene i Kristiansand Dyrepark. Avbildet er kulissene til Shangri La i forestillingen Kaptein Sabeltann og jakten på den magiske diamant.

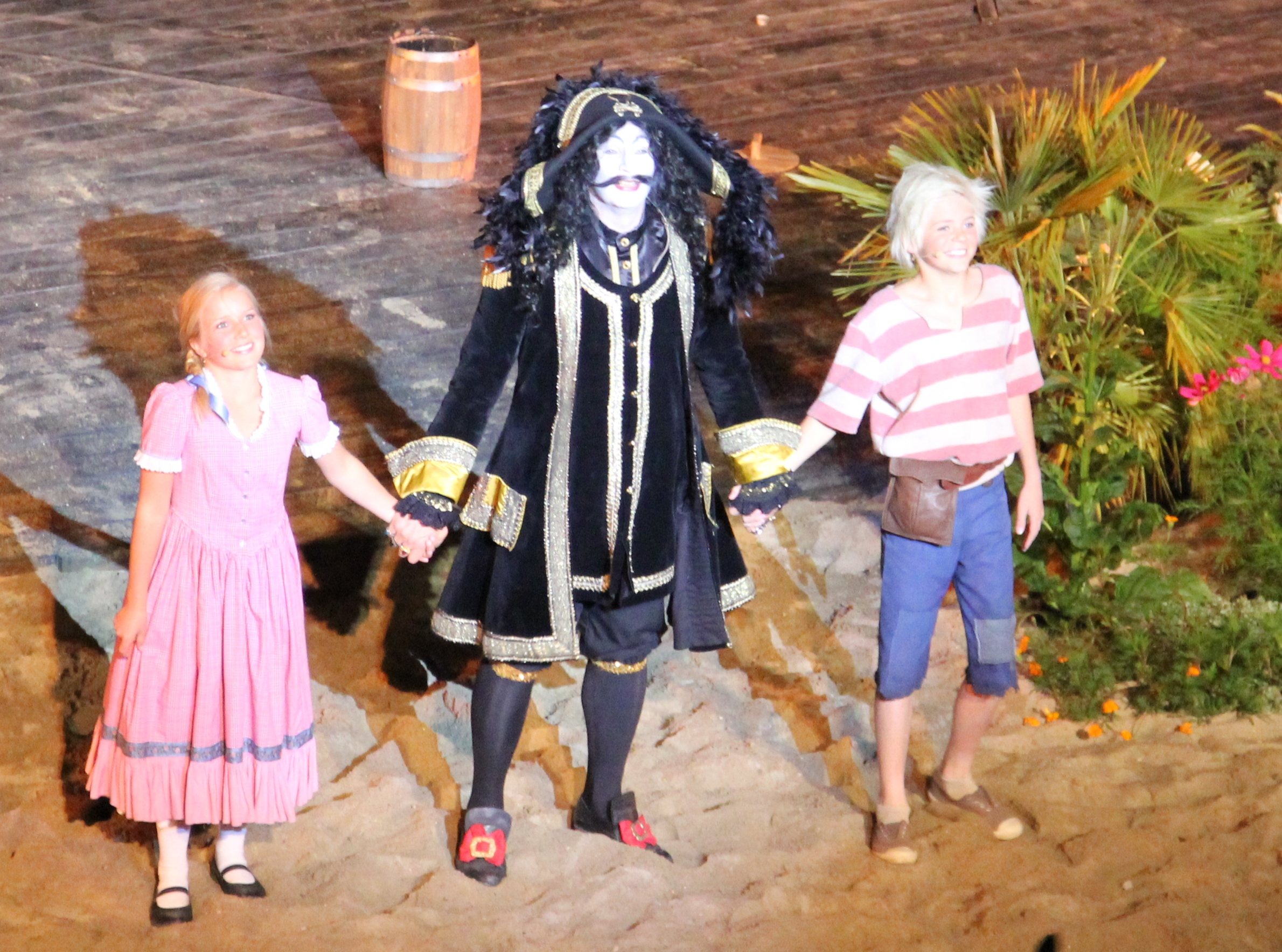
Skådespelaren Terje Formoe i rollen som sin egen sjörövarfigur Kapten Sabeltand i familjeföreställningen "Kaptein Sabeltann og grusomme Gabriels skatt" i Dyreparken i Kristiansand juli 2010. Ingrid Aarsland som Sunniva och Ole Tobias Tveit som Pinky.

Barn- och familjeföreställningen "Kaptein Sabeltann og skatten i Kjuttaviga" skrevs 1989 och framfördes första gången i djurparken i Kristiansand den 9 juli 1990. Första föreställningen blev en succé,[källa behövs] och spelades från 1990 till sommaren 1993. 1990 och 1991 spelades föreställningen på dagtid, förutom en provshow 1991 som spelades på kvällen. Säsongen därpå, 1992, beslutades att föreställningarna skulle spelas kvällstid, med sommarnätterna och naturområdet kring Kjuttaviga amfiteater som rekvisita.
Sedan dess har det blivit föreställningar nästan varje år, bland annat uppföljaren "Kaptein Sabeltann og hemmeligheten i Kjuttaviga" som kom 1994. Terje Fomoe tilldelades Spellemannsprisen i musik. Detta var också den första föreställningen där Kapten Sabeltands skepp Den Sorte Dame användes.
Redan 1994 hade Terje Formoe planer på en helaftonsföreställning säsongen 1995, men så blev det inte när det 1995 blev ett uppehåll mellan Dyreparken och Terje Formoe. Föreställningen "Kaptein Sabeltann og hemmeligheten i Kjuttaviga" spelades en säsong på Hvalstrand i Asker med titeln "Kaptein Sabeltann og Grusomme Gabriels Skatt", eftersom "Kjuttaviga" är den vik i Kristiansands Dyrepark där föreställningarna tidigare spelades.

### Lista över föreställningar
| Föreställning                                      | Period    | Anmärkning |
| -------------------------------------------------- | --------- | --- |
| Kaptein Sabeltann og skatten i Kjuttaviga          | 1990–1993 | Dagföreställning: 1990-1991 Kvällsföreställning: 1992-1993 Filmades live och sändes på NRK och gjordes film av 1992. |
| Kaptein Sabeltann og hemmeligheten i Kjuttaviga    | 1994–1995 | Kvällsföreställning i djurparken: Filmades live och sändes på NRK och gjordes film av 1994. Spelades på Hvalstrand Bad i Asker 1995, som “Kaptein Sabeltann og Grusomme Gabriels Skatt” |
| Kaptein Sabeltann og jakten på den magiske diamant | 1996–1997 | Första helaftonsföreställningen. 1996-1997 var de siste åren då den ursprungliga uppsättningen skådespelare spelade Kapten Sabeltand tillsammans. Detta var också den första ursprungliga föreställningen efter händelserna i Kjuttaviga, där Kapten Sabeltands berättelse utspelar sig utanför Kjuttaviga. Det skulle sedan dröja flera år innan det skrevs en helt ny berättelse, inte förrän berättelsen om "Den forheksede øya" framfördes efter millennieskiftet. |
| Kaptein Sabeltann og skatten i Kjuttaviga          | 1998–1999 | Sammanslagning av de två första föreställningarna. |
| Kaptein Sabeltann og den forheksede øya            | 2000–2001 | Svein Roger Karlsen spelar Kapten Sabeltand för första gången. Filmatiserades 2000. |
| Kaptein Sabeltann og jakten på den magiske diamant | 2002–2003 | Delvis ny handling från föreställningen 1996/1997. Filmatiserades 2002 |
| Kaptein Sabeltann og grusomme Gabriels skatt       | 2004–2006 | Delvis ny handling från föreställningen 1998/1999. Filmatiserades 2005. |
| Kaptein Sabeltann og den forheksede øya            | 2007–2009 | Delvis ny handling från föreställningen 2000/2001. Filmatiserades 2008. |
| Kaptein Sabeltann og grusomme Gabriels skatt       | 2010      | Samma som föreställningen 2004, 2005 och 2006. Terje Formoe gjør comeback i rollen som Kaptein Sabeltann. |
| Kaptein Sabeltann og havets hemmelighet            | 2011–2012 | Kyrre Haugen Sydness spelar Kapten Sabeltand för första gången. Audun Meling spelar sin sista säsong i rollen som Långeman 2011, efter 17 år. Håvard Bakke tar över rollen 2012. |
| Kaptein Sabeltann og grusomme Gabriels skatt       | 2013      | Delvis ny handling med bl.a. två nya sånger och större fokus på specialeffekter och pyroteknik. |
| Kaptein Sabeltann og jakten på den magiske diamant | 2014–2015 | Delvis ny handling från föreställningen 2002/2003. |
| Kaptein Sabeltann og den forheksede øya            | 2016–2017 | Frode Winther spelar rollen som Långeman. Håvard Bakke spelar rollen som Greven av Gral. En helt ny version. |
| Kaptein Sabeltann og grusomme Gabriels skatt       | 2018–     | Håvard Bakke kommer tillbaka i rollen som Långeman. |

## Filmer
- Drømmen om Kaptein Sabeltanns rike (1996)
- Kapten Sabeltand (film) (2003)
- Kapten Sabeltand och skatten i Lama Rama (2014)
- Kapten Sabeltand och den magiska diamanten (2019)
- Kapten Sabeltand och grevinnan av Gral (2025)